# Udo Steinke
Pour les articles homonymes, voir Steinke.
Udo Steinke, né à Łódź  le 2 mai 1942 et mort à Munich le 12 octobre 1999, est un écrivain allemand.

## Biographie
Le chaos de la guerre fait que la famille Steinke s’installe en 1947 à Eilenbourg. Udo Steinke va à l'école « Bergschule » de 1948 à 1956 et apprend ensuite le métier de confiseur à la confiserie Eilenburguese Henze. Il est le père de l'artiste Falk-Ingo Renner (né en 1963) et aussi de l’anatomiste Dr Hanno Steinke (aussi né en 1963).
À Leipzig, Udo Steinke étudie la littérature de 1960 à 1965. Puis il travaille comme rédacteur en chef à l'éditorial Leipziger VEB Druck und Verlag. En 1968, après un voyage d'affaires en Allemagne, il s’établit à Munich. À côté de petits travaux occasionnels, il travaille comme journaliste et directeur de la publicité au Goethe-Institut à Munich.
Il obtient son premier succès littéraire avec le roman J’ai connu Talmann, publié en 1980, œuvre qui a été couronnée par le prix de littérature de Bavière. Ensuite il publie six autres romans. Un thème qui revient souvent dans son œuvre est la séparation des deux Allemagnes, traité par exemple dans son roman Doppeldeutsch. Steinke a été entre autres l'ami de personnalités comme Heinrich Böll, Willy Brandt et Hans-Dietrich Genscher.
L'institut Steinke à Bonn, cofondée par sa veuve, est dédié à son nom et à son œuvre littéraire.  L’institut abrite les archives d'Udo Steinke où on peut trouver des lettres de correspondance et des manuscrits. L’institut organise aussi des soirées-lectures et est également une école de langues où les étudiants peuvent apprendre non seulement l’allemand comme langue étrangère mais aussi beaucoup d’autres langues comme le français, l’espagnol, le chinois, le hollandais, le japonais, etc.

## Œuvres
- Ich kannte Talmann. DTV 1980.  (ISBN 3-423-06305-X)
- « Horsky, Leo oder Die Dankbarkeit der Mörder »(Archive.org • Wikiwix • Archive.is • Google • Que faire ?). Ullstein 1982,  (ISBN 3-550-06474-8)
- « Die Buggenraths »(Archive.org • Wikiwix • Archive.is • Google • Que faire ?). DTV 1985,  (ISBN 3-423-06357-2)
- Manns Räuschlein. Ullstein 1985,   (ISBN 3-550-06392-X)
- Doppeldeutsch. Schneekluth 1984,  (ISBN 3-7951-0879-9)